# گکوی مرمرین جنوبی
گکوی مرمرین جنوبی (نام علمی: Christinus marmoratus) نام یک گونه از سرده گکوهای مرمرین است.